# 中婆移民協定
《中婆移民協定》是一份由中華民國政府與英國政府簽訂的招募華工條約。條約于1913年（民國2年）9月20日在北京簽訂。

## 條約背景
英屬北婆羅洲政府（今馬來西亞沙巴州）欲開發北婆羅洲，於是先後在中國各地招募華工開發此地，並給于優待。
此簽訂條約後，中華民國政府正式派官員護送華工，并在北婆羅洲亞庇設立領事館。此條約的主要特點在於招募對象中有一批是天津等華北人，約八百多人，與大馬主流的華南（閩、粵）不同。
當時護送的官員是謝天保，他也是中華民國駐北婆羅洲的第一任領事。

## 條約內容

### 英屬北婆羅洲招殖華民條款
- 一、每戶須給土地十英畝以上。
- 二、每畝每年繳納租金五角，最初二年免收。
- 三、所墾之土地，得轉讓于其他華人。
- 四、該民赴北婆羅洲川資，由英屬北婆羅洲政府供給，另給男丁費用每日三角五分，至由收成為止。
- 五、男丁攜帶眷屬，其川資亦由北婆羅洲政府供給，並照發日常費用。
- 六、該民如不服水土，或因其他原因不適居留者，北婆羅洲政府可資送返回故里，但無須預先向該民聲明。
- 七、北婆羅洲政府保證於華民到達時，即為安置住所。
- 八、該民之土地，至少以半數種稻或椰子、咖啡、胡椒，所需種子由北婆羅洲政府發給。
- 九、華民農具，由北婆羅洲政府發給，但須償還。
- 十、該民子女，由北婆羅洲政府特設學校供其讀書。
- 十一、華民死亡後，其柩如願運返本籍者，由北婆羅洲政府供給川資。
- 十二、華民抵達北婆羅洲，無須另定合約。
- 十三、華民初次登船時，由中華民國政府派員同往照料。

### 英屬北婆羅洲招殖華民章程
- 一、墾戶除種植外，不得令其改事他項工作，唯本人自願經營其他事業者聽便。
- 二、墾戶遇水災、旱災致歉收時，應予欠租或減租。
- 三、該墾戶不帶家眷者，應每人給安家費三十元，無須償還，該款由英屬北婆羅洲政府駐天津代表按月付給。
- 四、英屬北婆羅洲政府允許依照最惠國人民，平等對待墾戶。
- 五、此次招殖華民，以二百五十家為限，由中華民國政府派員駐英屬北婆羅洲保護僑民。如墾戶均願居留者，英屬北婆羅洲政府有意續招華民前往時，中華民國政府可商得北婆羅洲政府同意，派領事常駐該地。
- 六、此次所定個條款，雙方已商妥。惟華民到達後，如中華民國政府所派人員體察情形，認為有不便之處，可向當地政府商洽改善，以後方許續招華民前往。
- 七、中華民國政府對所派人員，關於華民利益可與當地政府商洽，所需經費，由北婆羅洲政府在薪俸中籌給。
- 八、中華民國政府應令天津地方官員，協助北婆羅洲代表籌辦運送華民事宜。
- 九、墾戶未登船前，委員應詢問各墾戶，是否明悉一切章程之內容。
- 十、開列墾戶名冊，及由合格醫生檢驗身體等事，應由中華民國政府所派人員辦理。
- 十一、凡運送墾戶船隻，應遵照英國運送出洋旅客章程。